# 구미 사건
구미사건 또는 구미사태는 1946년 10월 1일 대구 10·1 사건 이후 1946년 10월 3일 경상북도 구미 지역에서 박상희를 중심으로 일으킨 사건이다. 박상희는 1946년 구미사태 당시 시위대와 경찰을 중재하던 중 군정청 경찰이 쏜 총에 맞아 사망하였다.

## 경과
미군정은 잘못된 미곡정책과 일제강점기에 일본의 앞잡이 노릇을 하던 경찰이 득세해 전국적으로 국민들의 반발을 사고 있었다. 이런 국민들의 반발속에 조선공산당은 10월 1일 대구에서 대구 10·1 사건일으켰다.
대구 10·1 사건 이후 1946년 10월 3일 조선공산당과 근로인민당 등의 활약 이전에, 지원인력의 선동 없이 군민들이 자발적으로 들고 일어났다.
10월3일 오전 9시 당시 선산인민위원회 내정부장인 박상희가 이끄는 2000여 명의 군중은 구미경찰서를 습격하고 모든 기능을 인민위원회로 이양하라고 요구했다. 이들은 경찰서장 등 경찰관 16명을 유치장에 감금했다. 또 구미 면사무소를 습격해 양곡 135가마를 탈취했다. 이들은 서장과 서원의 가옥은 물론 선산군 내 요인의 집을 모조리 파괴했다. 구미는 전국에서 유일하게 인민재판을 실시하였다. 구미에서는 시위대가 경찰서를 접수하여 간판을 파괴하고 선산인민위원회 보안서라는 간판을 내걸고 서장 이하 20여 명을 구속하고 인민재판을 실시하던 중 군부대와의 교전 끝에 경찰청사에서 퇴각하였다.  무기를 탈취한 40여 명의 군중은 선산군청도 습격했다. 이때 2천명의 시위대는 적기가(赤旗歌)를 부르면서 구미경찰서와 군청을 접수했다.
이때 사건을 중재하는 과정에서 박상희는 결국 경찰의 반격을 받아 논바닥에서 사살되었다.

## 결과
경북도에서는 오지의 산악지대인 영양군과 동해의 고도인 울릉도를 제외하고 거의 모든 군에서 조직적인 봉기나 개별적인 저항이 일어났다. 경북도를 통틀어 볼 때 대구부, 달성군, 성주군, 칠곡군, 영천군, 의성군, 선산군, 군위군, 경주군 등 9개 부·군은 시위 군중이 한때 경찰서를 점령할 정도로 시위가 격렬했던 곳이다. 평소 좌익세가 드셌을 뿐만 아니라, 사회경제적 불안과 미군정의 인사정책, 하곡수집 정책 등 당면한 실정(失政)으로 주민의 불만이 극도에 달해 크고 작은 마찰이 잦았던 곳이다. 또 대구와 교통이 원활하고 왕래가 활발해 대구의 유혈상쟁이 몇 시간 안 돼 곧바로 영향을 미쳤기 때문에 피해도 컸다.
G-2 보고서에 따르면 경북도의 총 피해액은 4억원, 경찰측 인명피해는 보안대(경찰보조원 및 마을 자경대원)를 포함해 사망 80명, 행방불명 및 납치가 145명, 부상이 96명으로 집계됐다.
G-2 보고서는 시위대의 피해에 대해서는 사망 48명, 부상 63명, 체포 1503명으로 집계했다. 대부분 습격을 받은 관리거나 우익인사인 민간인 사상자수는 사망 24명, 부상 41명, 납치 21명으로 집계됐다.
한편 G-2 보고서에 따르면 소총 204자루, 권총 11자루, 탄약 2688발이 탈취당했으나 회수된 것은 소총 118자루, 권총 3자루, 탄약 1035발에 지나지 않았다. 이때 회수되지 못한 무기가 뒷날 빨치산의 전신인 야산대의 무기로 탈바꿈하게 된다.